# Mur d'enceinte de l'abbaye de Villers
Le mur d'enceinte de l'abbaye de Villers est situé à Villers-la-Ville, commune belge du Brabant wallon.
Ce mur d'enceinte a une longueur totale de 2,7 km soit, à peu de chose près, la même longueur que l'enceinte de la Cité de Carcassonne.
Il constitue, avec la porte de Namur, la porte de Bruxelles, la porte de Nivelles, la chapelle Saint-Bernard, l'ancienne pharmacie, l'ancien moulin abbatial et la ferme de l'abbaye de Villers-la-Ville, un des principaux vestiges de l'abbaye de Villers (Villers-la-Ville) situés en dehors du site proprement dit des ruines de l'abbaye.

## Historique

### Situation initiale
Avant la Révolution française, le domaine abbatial de Villers-la-Ville était beaucoup plus vaste que l'actuel site touristique des ruines. 
Ce domaine abbatial était constitué de deux pôles : le pôle monastique au nord et le pôle agricole au sud.
Ces deux pôles étaient protégés par des murs d'enceinte qui délimitaient deux enclos, : 
- l'enclos septentrional, qui englobait non seulement les bâtiments monastiques mais également le quartier industriel du moulin abbatial et de la buanderie ;
- l'enclos méridional, qui englobait la ferme de l'abbaye de Villers-la-Ville et les champs.

L'enclos septentrional était percé de deux portes, reliées entre elles par un chemin intérieur : la Porte de Bruxelles au nord-ouest et la Porte de Namur au nord-est.
De son côté, l'enclos méridional (pôle agricole) était également percé de deux portes : la Porte de Nivelles et la Porte des Prés.
Une enceinte intérieure séparait l'enclos de l'abbaye et l'enclos de la ferme : elle était traversée par un axe de circulation orienté du nord au sud (aujourd'hui désaffecté et appelé la « drève de la Ferme »), qui reliait le pôle monastique et industriel au pôle agricole. La « Porte de la Ferme » faisait office de verrou entre les deux enclos, (il s'agit bien entendu de la porte monumentale de style classique qui verrouille la « drève de la Ferme » et pas d'une des portes de la ferme de l'abbaye de Villers-la-Ville).
Les deux premiers lots furent exploités à des fins marchandes et industrielles, avant d'être ouverts aux touristes dès le milieu du XIXe siècle. Quant au troisième lot, il garda sa vocation agricole jusqu'en 1985.

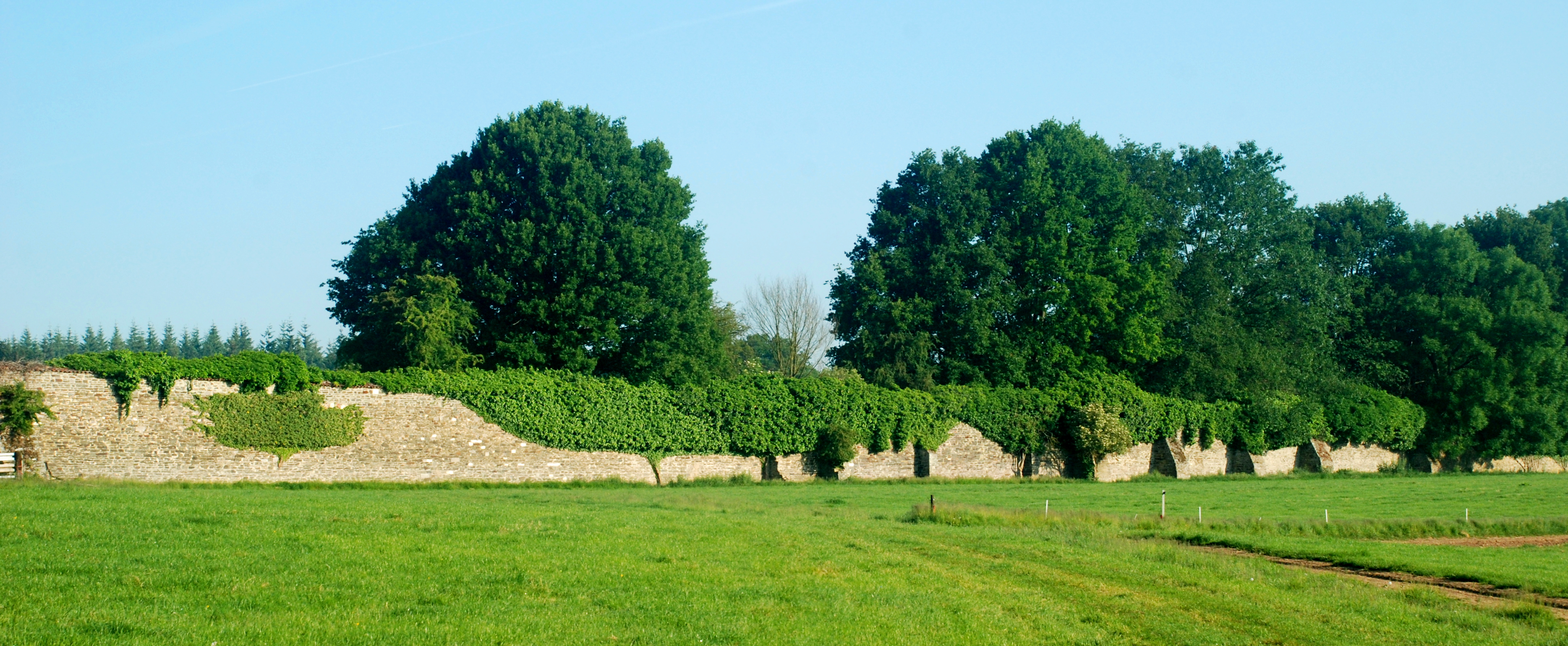
Le mur vu du côté intra-muros.

### Démantèlement
Le 25 juillet 1797, le domaine abbatial (d'une superficie de 30 ha) est mis en vente publique et vendu en trois lots,, : 
- lot 1 : les bâtiments monastiques et la Porte de Bruxelles ;
- lot 2 : le moulin, la grange, l'étang, la Porte de Namur et la Porte de la Ferme (sauf sa tour ouest);
- lot 3 : la ferme, les pâtures, la Porte de Nivelles et la tour ouest de la porte de la Ferme.

Les quatre portes du mur d'enceinte se retrouvent alors dispersées sur les trois lots.
Les deux premiers lots furent exploités à des fins marchandes et industrielles, avant d'être ouverts aux touristes dès le milieu du XIXe siècle. Quant au troisième lot, il garda sa vocation agricole jusqu'en 1985.

## Vestiges actuels du mur d'enceinte

### Les portes
Quatre portes ont été conservées :

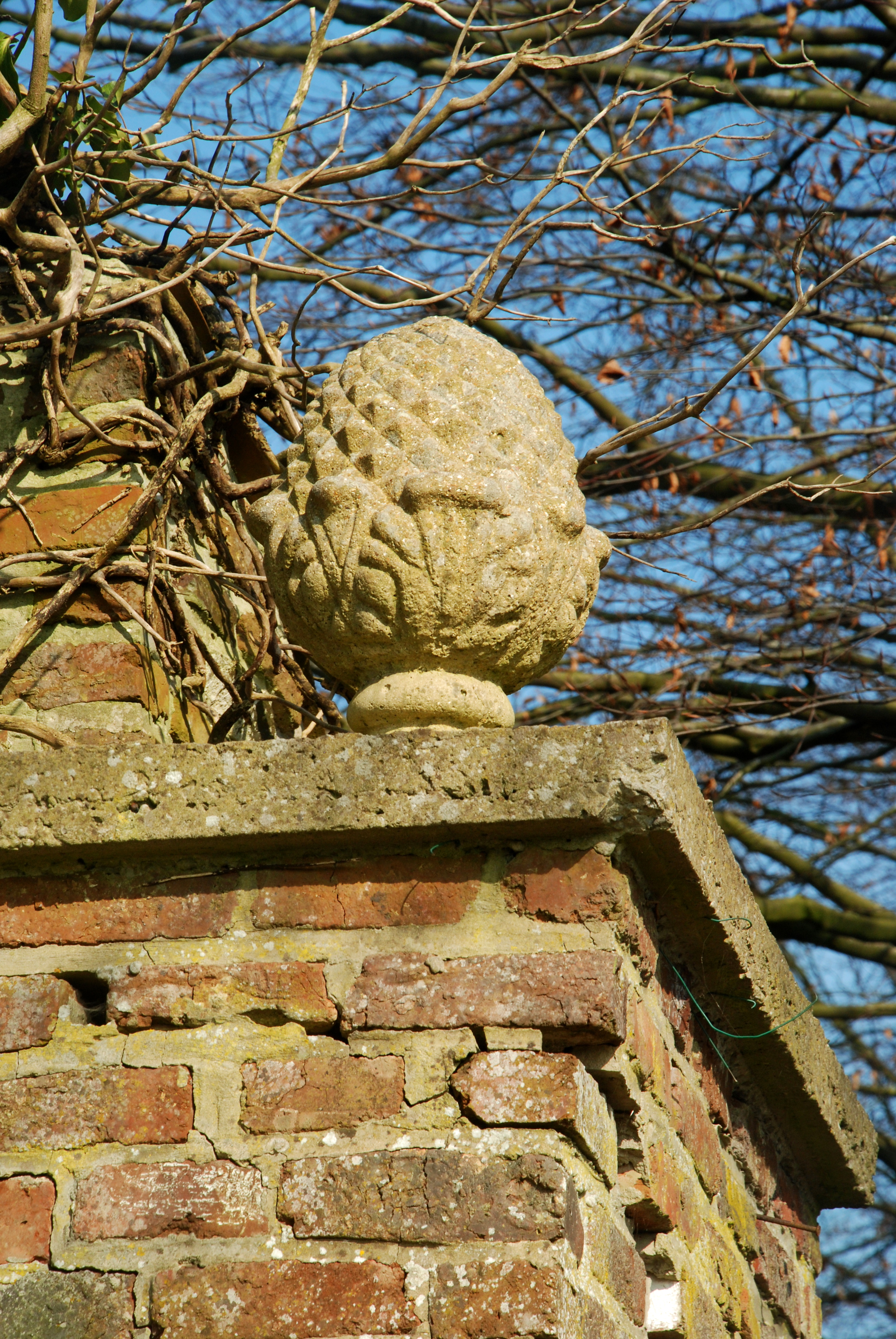
Pomme de pin ornée de feuilles d'acanthe.

- la plus ancienne, la Porte de Bruxelles, se dresse à côté des ruines de l'abbaye de Villers, à l'entrée de la rue de l'Abbaye qui mène à l'ancienne pharmacie et à la chapelle Saint-Bernard ;
- la Porte de Namur (datée de 1725) se dresse à côté des ruines de l'abbaye, non loin du Syndicat d'Initiative, et enjambe la rue de l'Abbaye (route nationale RN274) en direction de Mellery ;
- la Porte de Nivelles (datée de 1734) se dresse face aux champs, à une centaine de mètres à l'ouest de l'ancienne ferme abbatiale ;
- la Porte de la Ferme, située sur la « drève de la Ferme », l'allée qui reliait jadis la ferme au moulin.

À part la Porte de Nivelles, transformée en habitation, ces portes sont en ruines.
À une centaine de mètres au nord de la Porte de Nivelles, le mur est percé d'un portail secondaire qui est probablement un ajout tardif : ce portail, doté d'une grille, est délimité par des pilastres en briques sommés d'une sculpture en pierre bleue (petit granit) figurant une pomme de pin ornée de feuilles d'acanthe à sa base.

Les portes
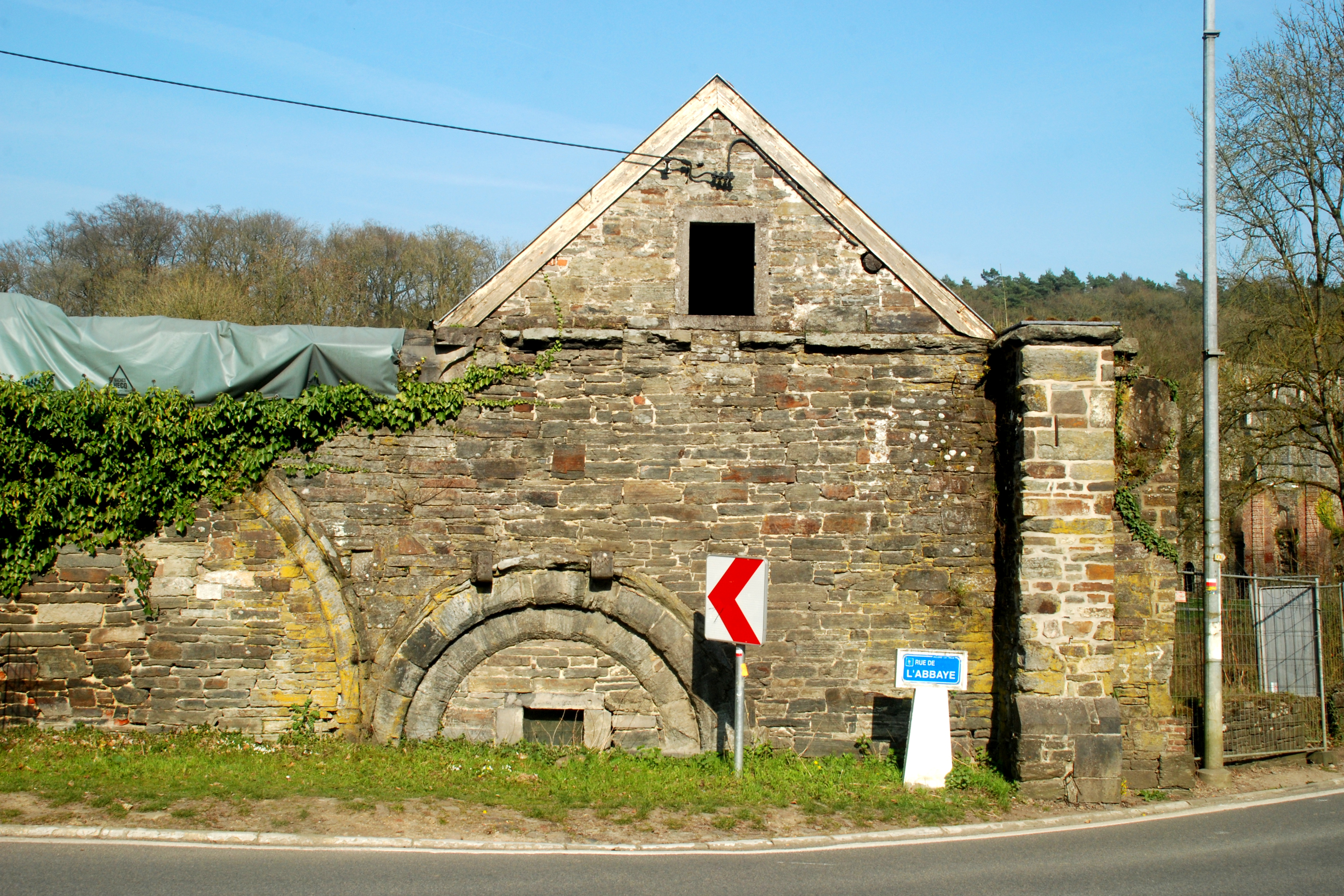
Porte de Bruxelles.
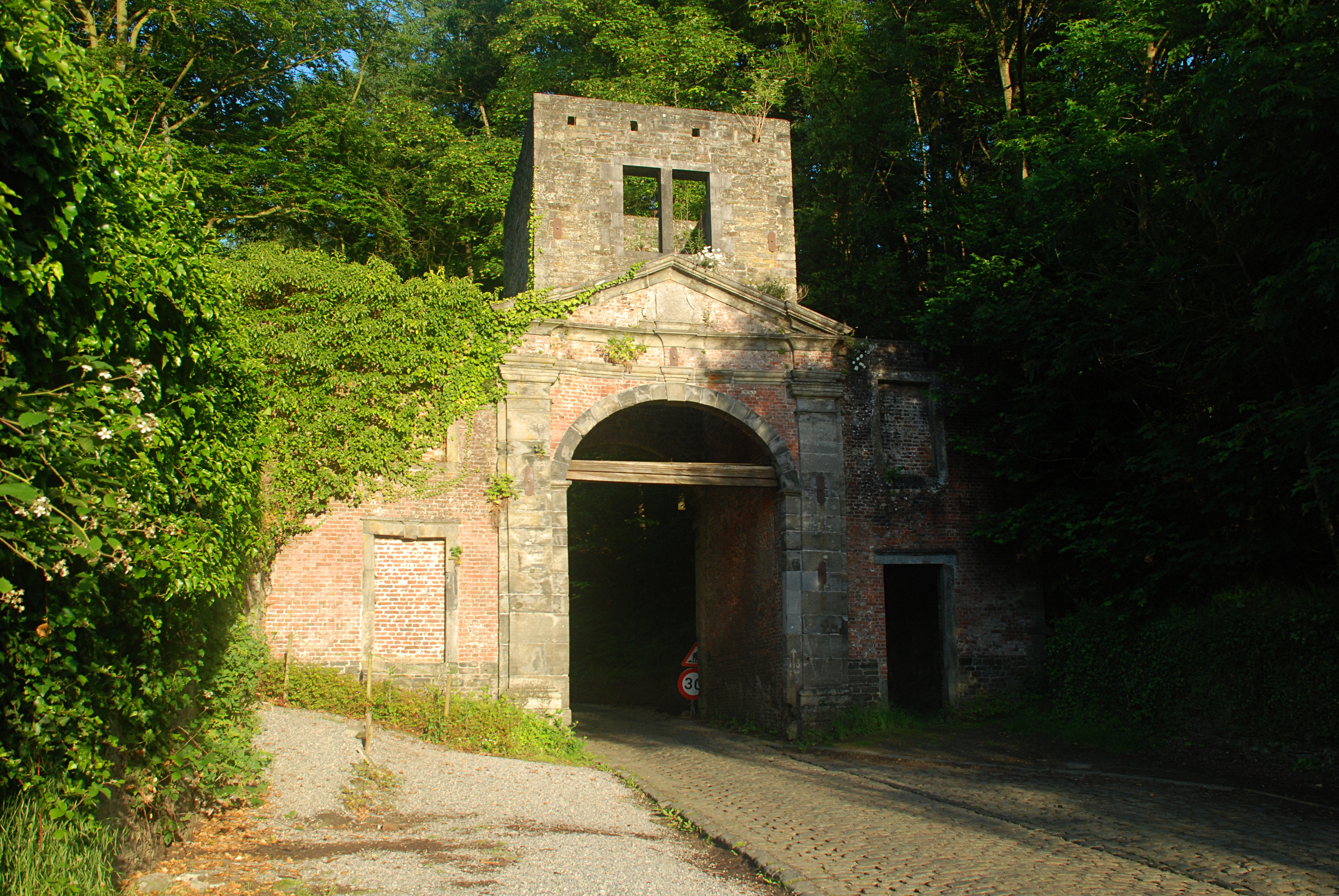
Porte de Namur (1725).
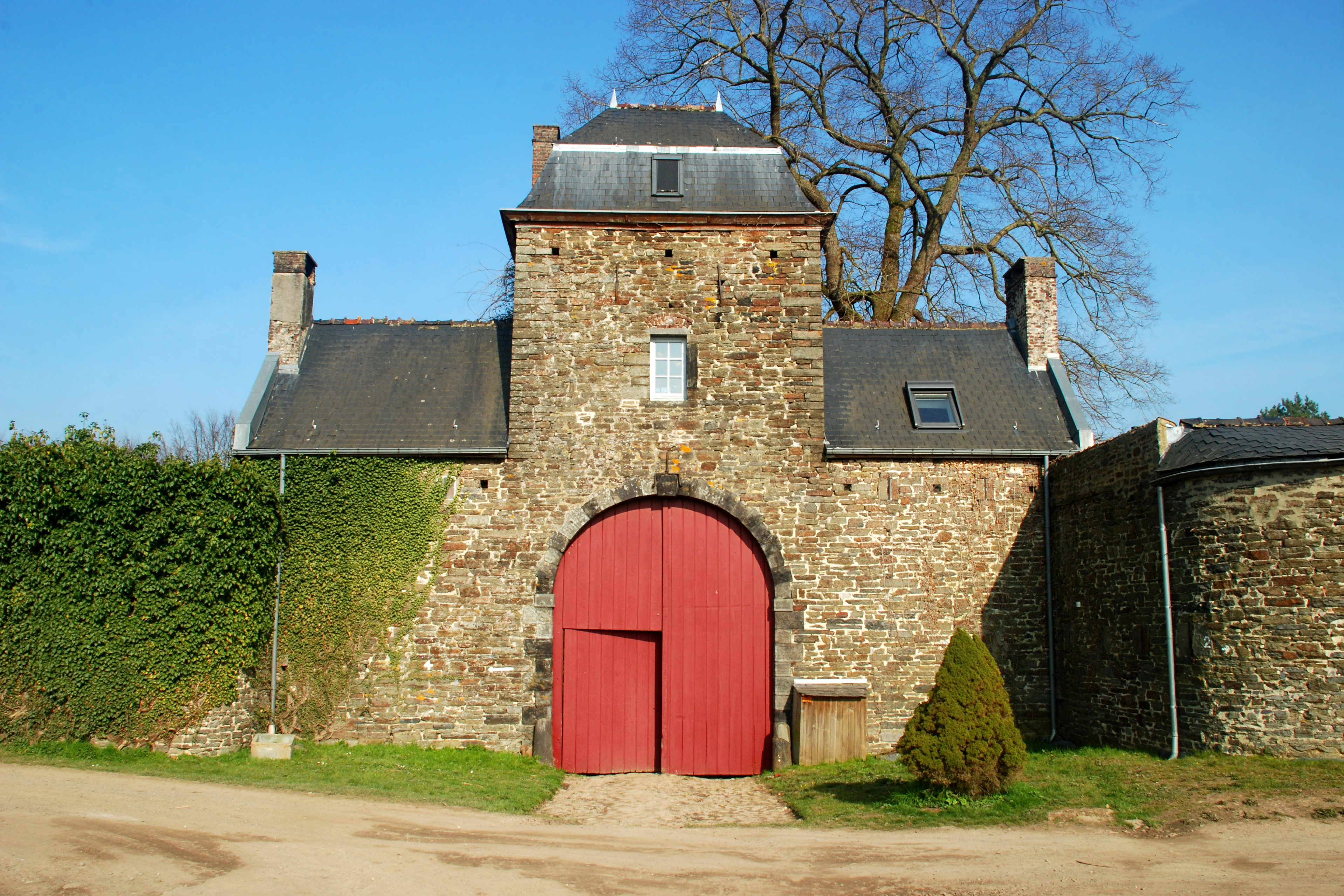
Porte de Nivelles (1734).

### Le mur d'enceinte extérieur

#### Structure et maçonnerie
Le mur d'enceinte, d'une hauteur d'environ trois mètres, possède une longueur totale de 2,7 km et est donc, à titre de comparaison, un peu plus court que l'enceinte de la Cité de Carcassonne qui totalise près de 3 km de longueur.
Il est édifié en blocs de schiste assemblés en appareil irrégulier et recouverts de lierre grimpant en de nombreux endroits.
Le mur est globalement bien conservé, même s'il n'est pas visible partout.

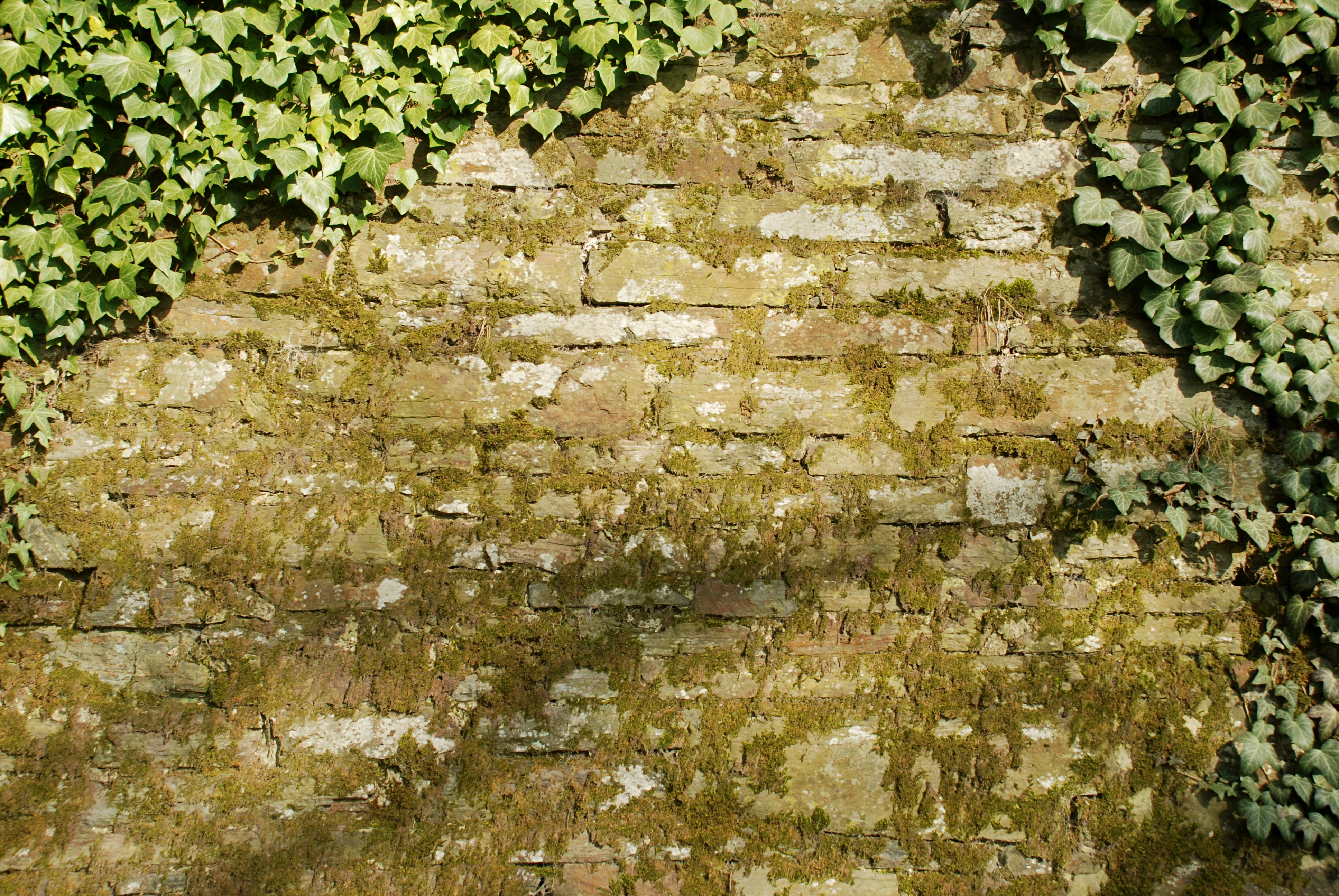
Blocs de schiste.
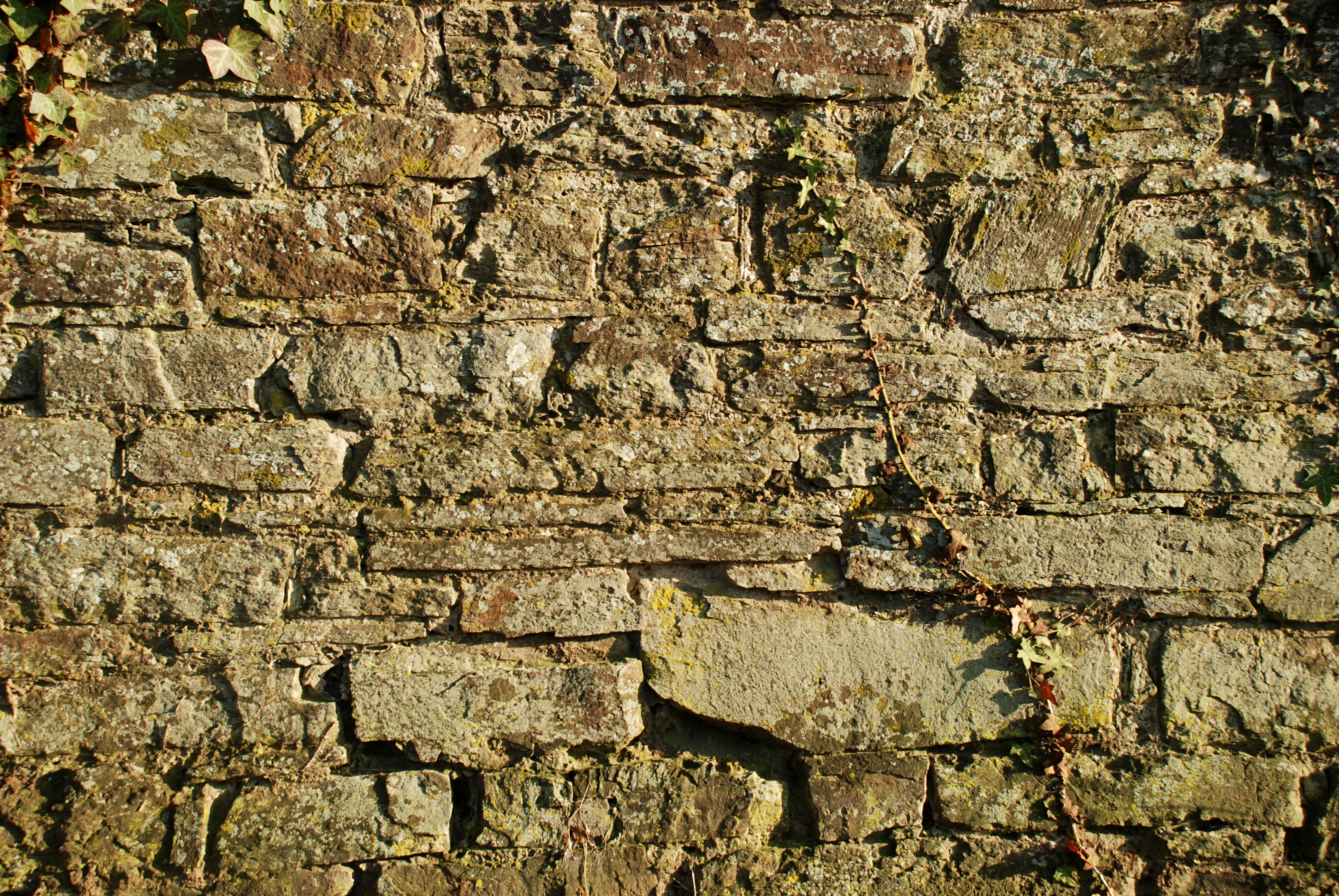
Détail de l'appareillage.
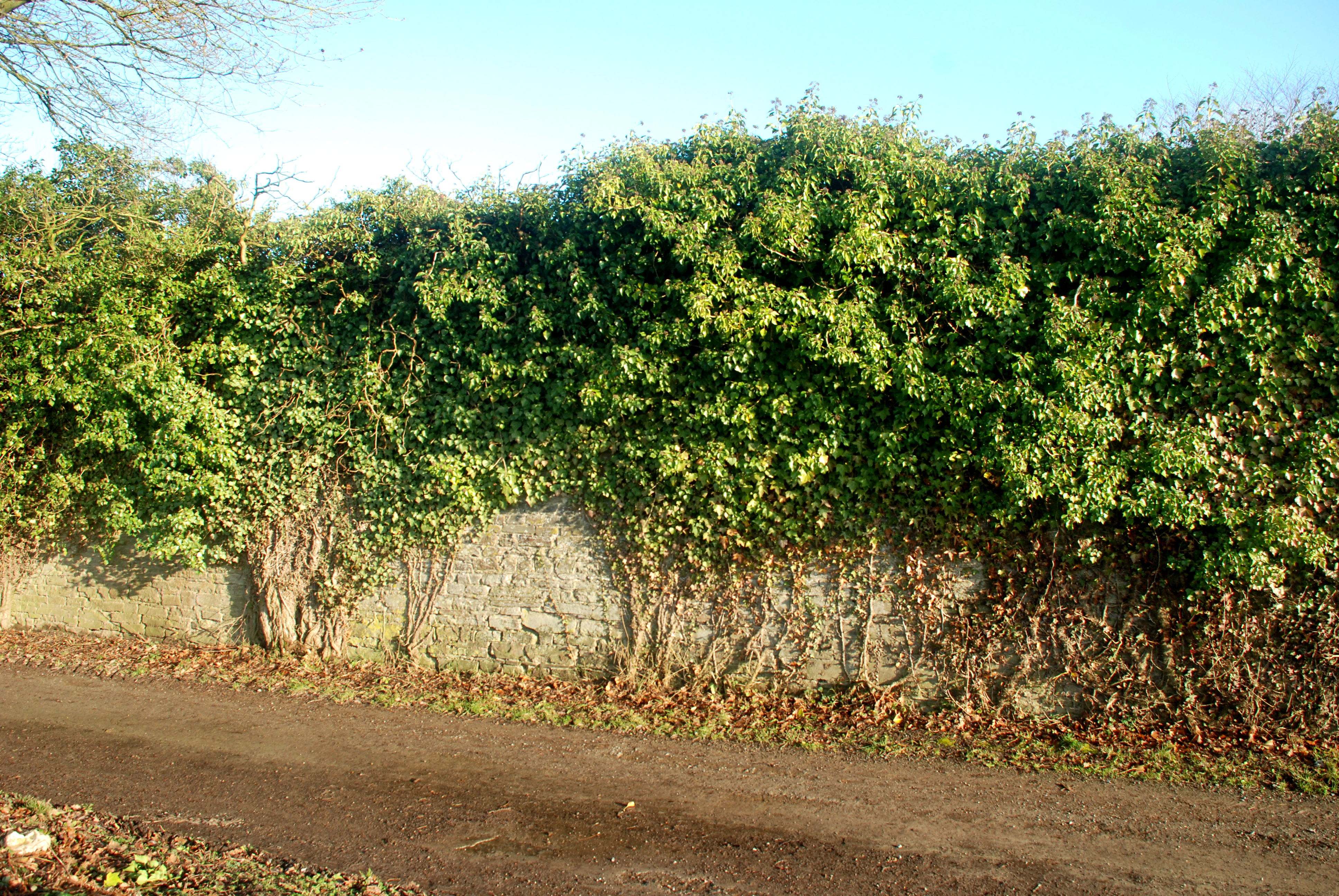
Pierre et lierre.

#### Le côtéextra-muros
La partie occidentale du mur est intégralement visible sur près d'un kilomètre. On peut suivre, du côté extra-muros, sa portion sud-ouest le long de la rue des Quatre Chênes depuis la Porte de Nivelles jusqu'à la Porte de Bruxelles. Les premiers 500 m, qui font face aux champs, appartiennent au mur d'enceinte de l'enclos méridional, celui de la ferme. Les 250 m suivants, situés en partie dans les bois, appartiennent à l'enclos septentrional (bâtiments monastiques et moulin) : le mur longe à cet endroit la limite du plateau agricole et prend de la hauteur par rapport au chemin creux, avant de redescendre jusqu'à la Porte de Bruxelles.
De la Porte de Bruxelles, le mur remonte vers le nord pendant environ 250 m le long de la route nationale RN275 (rue de Chevelipont) avant de bifurquer vers l'est à travers bois.
La partie orientale du mur est dissimulée dans les bois mais on en retrouve la trace à l'est des ruines, à hauteur de la Porte de Namur, le long du vignoble reconstitué de l'abbaye, constitué d'une série de terrasses aux murs de soutènement en schiste.

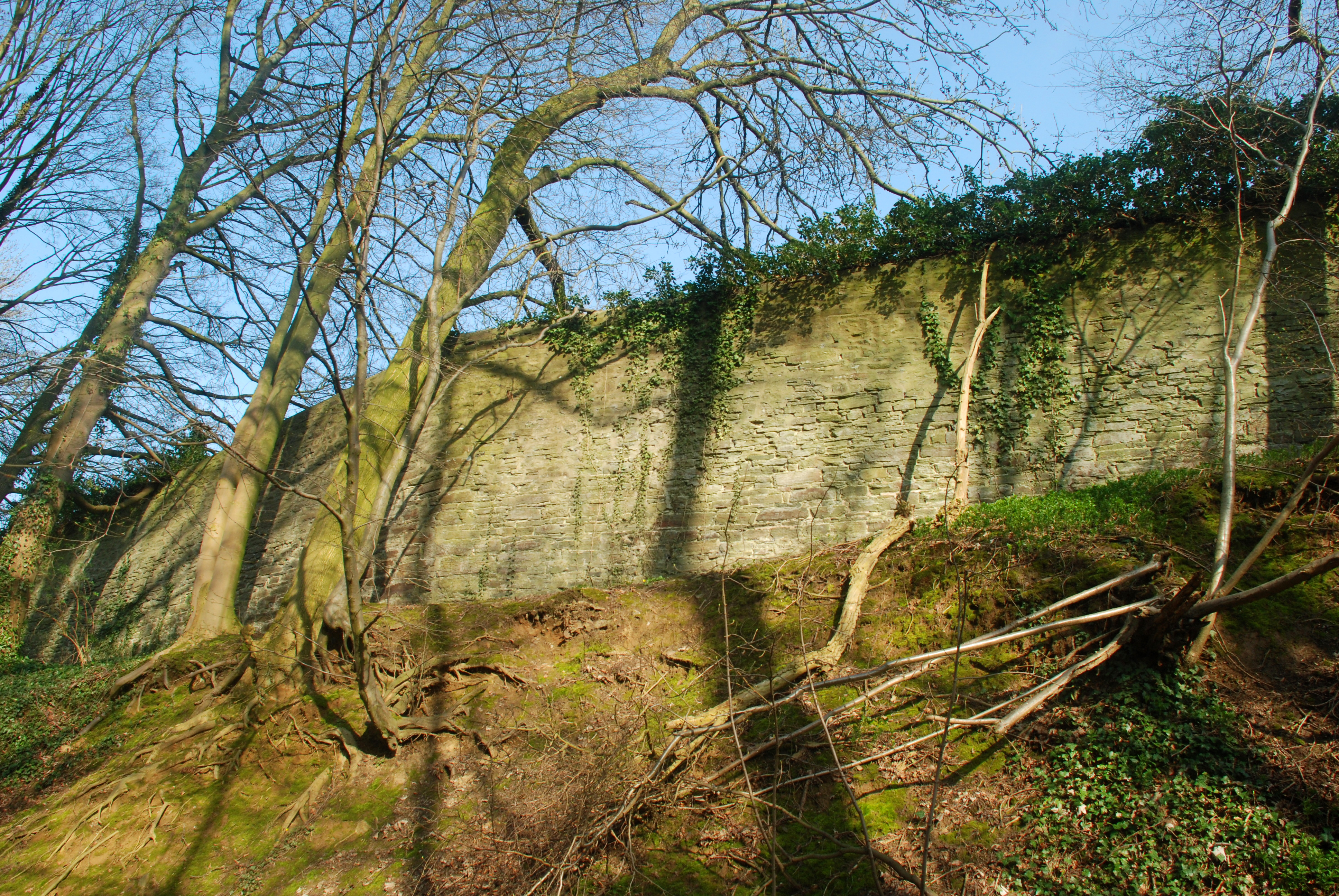
Le mur d'enceinte au sud de la Porte de Bruxelles.
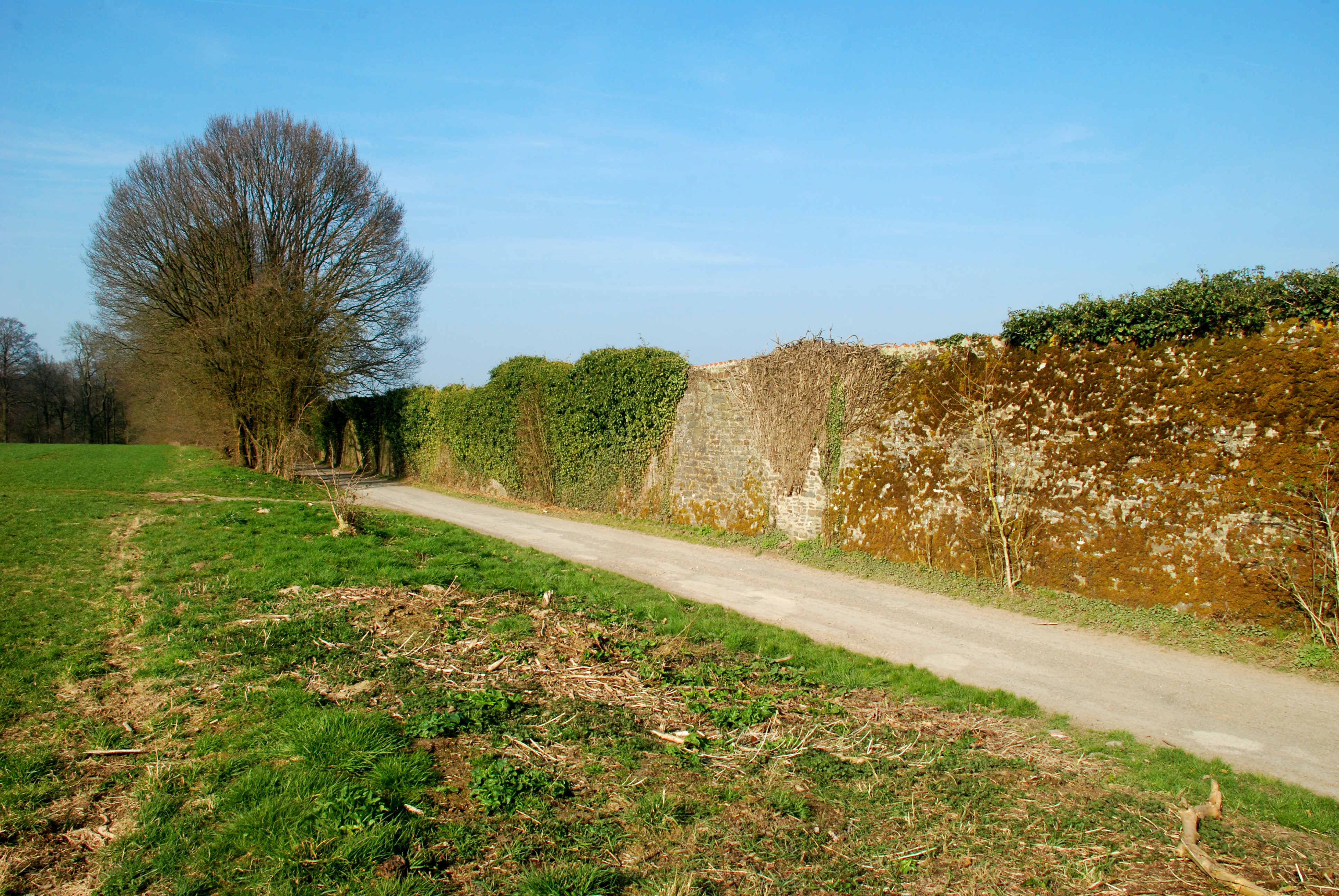
Le mur d'enceinte au nord de la Porte de Nivelles.
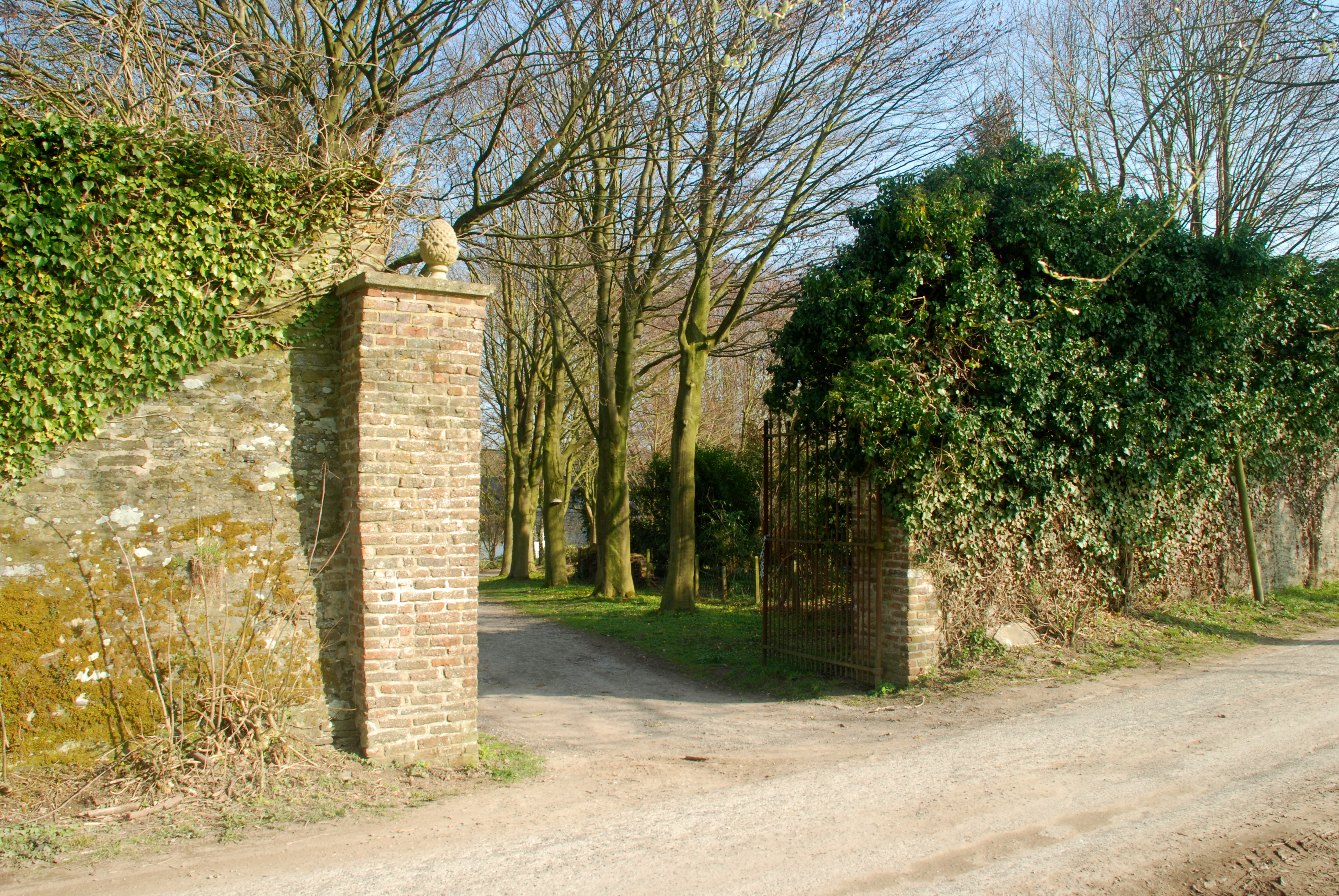
Portail tardif en briques au nord de la Porte de Nivelles.

#### Le côtéintra-muros
Le mur occidental est soutenu du côté intra-muros par de puissants contreforts visibles depuis les champs.
L'enceinte intérieure qui séparait l'enclos de l'abbaye au nord et l'enclos de la ferme au sud vient prendre sa naissance contre ce mur occidental.

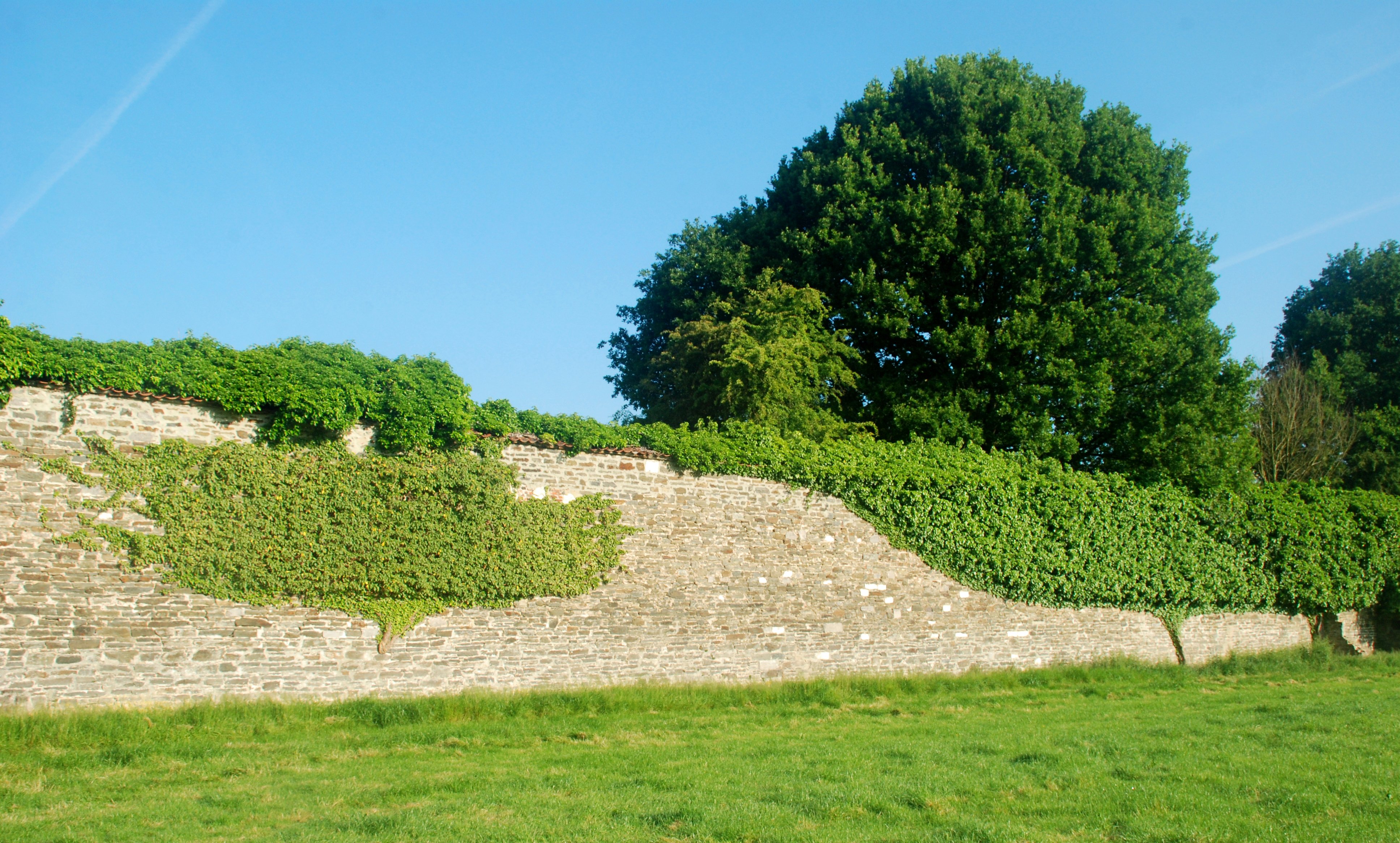
Le côté intra-muros au nord de la Porte de Nivelles.
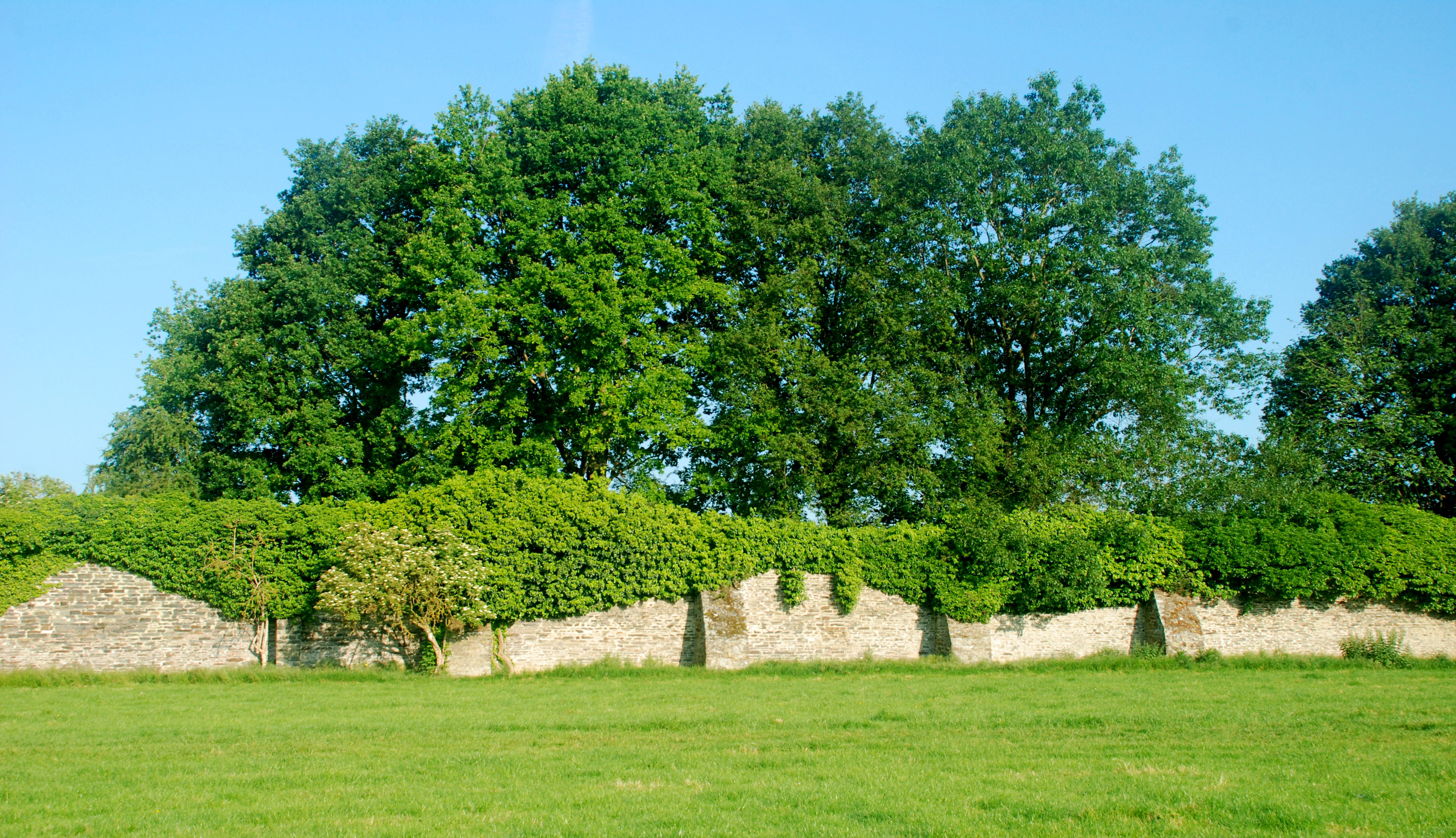
Les contreforts situés du côté intra-muros.
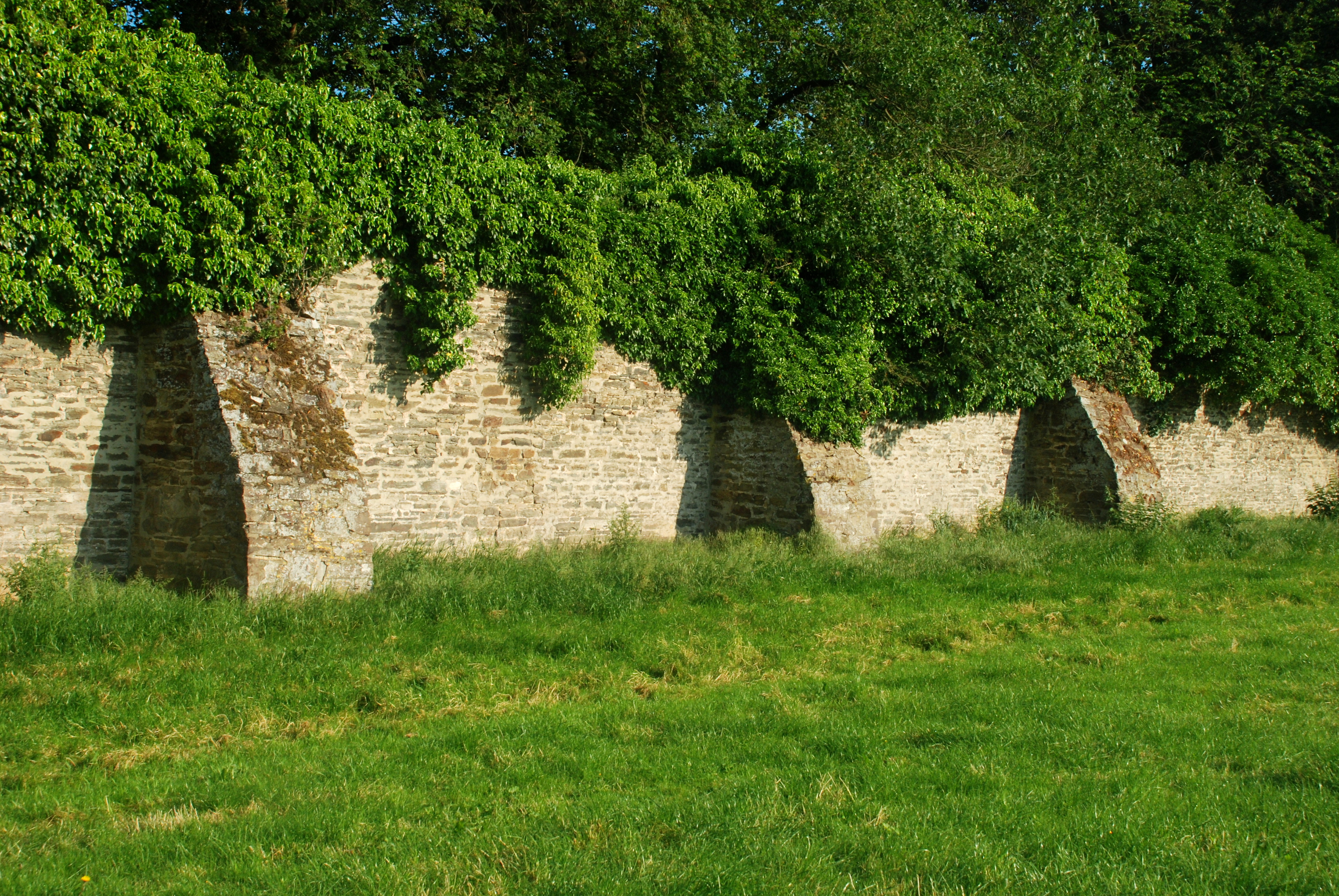
Vue détaillée des contreforts.

### Le mur d'enceinte intérieur
Comme il a été dit plus haut, une enceinte intérieure séparait l'enclos de l'abbaye et l'enclos de la ferme.
Cette enceinte intérieure subsiste encore en grande partie, tant sur le plateau agricole que dans le vallée près de la Thyle.

#### Sur le plateau agricole
En haut, l'enceinte intérieure, abondamment couverte de lierre, coupe le plateau agricole en deux parties selon un axe est-ouest légèrement incliné.
Cette portion de mur est percée non loin de son extrémité occidentale mais il ne s'agit pas de l'axe de communication historique qui reliait le pôle monastique et industriel au pôle agricole (aujourd'hui appelé la « drève de la Ferme ») mais probablement d'un percement récent. Ce passage donne accès à la portion de plateau qui surplombe l'abbaye et offre une belle vue sur les ruines.

#### Dans le vallée près de la Thyle
À l'est du plateau agricole, le mur d'enceinte intérieur pénètre dans une propriété privée et plonge, à travers un coteau boisé, vers la porte monumentale dite « Porte de la Ferme » et la Thyle.
Il constitue ensuite le fond du jardin de l'ancienne buanderie de l'abbaye, est interrompu par la route qui relie l'abbaye au village et présente encore quelques vestiges au niveau du parking de l'abbaye.
Les cartes anciennes montrent que la Thyle se divisait en deux bras au sud de l'ancienne buanderie : le bras gauche de la rivière continuait tout droit vers le moulin tandis que le bras droit bifurquait vers l'est pour se diriger vers l'ancienne carrosserie et vers les anciennes écuries (aujourd'hui occupées par le Syndicat d'Initiative) : on aperçoit encore, environ dix mètres au sud du mur d'enceinte intérieur, un deuxième mur qui contenait le lit du bras droit de la rivière, qui communiquait avec le lit principal de la rivière par une porte cintrée.